# علف مبارک رونده
علف مبارک رونده (نام علمی: Geum rivale) نام یک گونه از تیره گلسرخیان است.

## نگارخانه

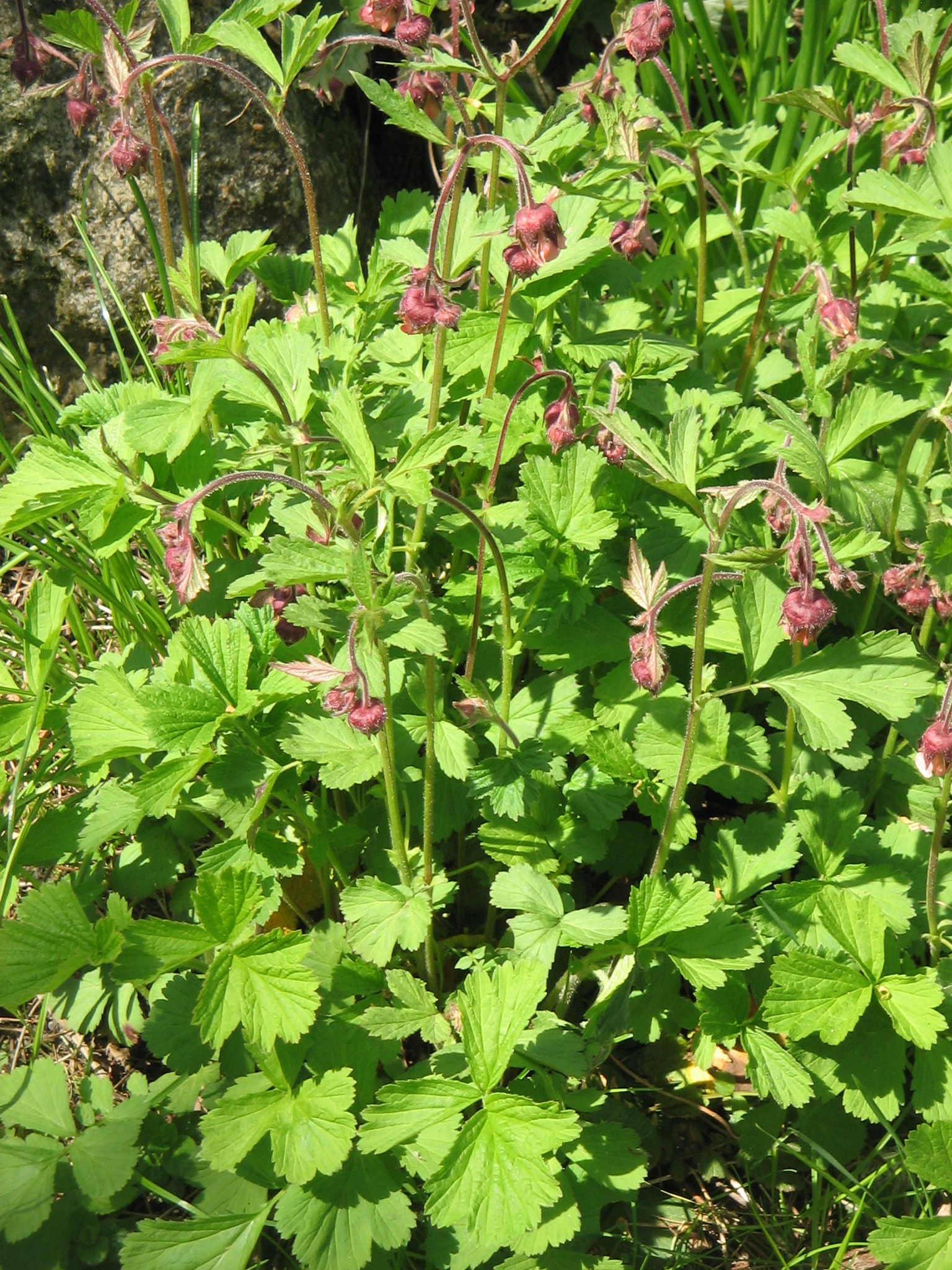
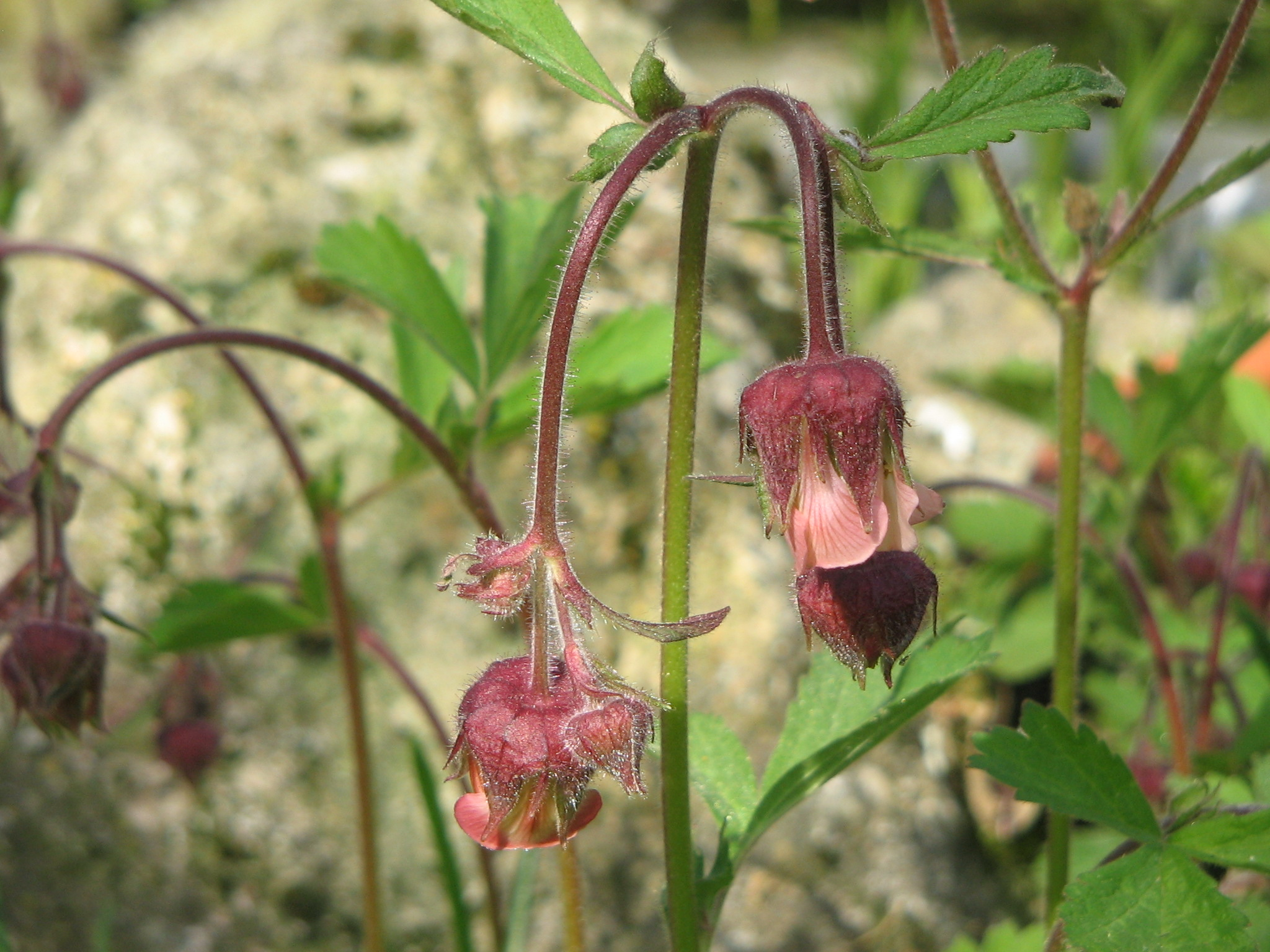
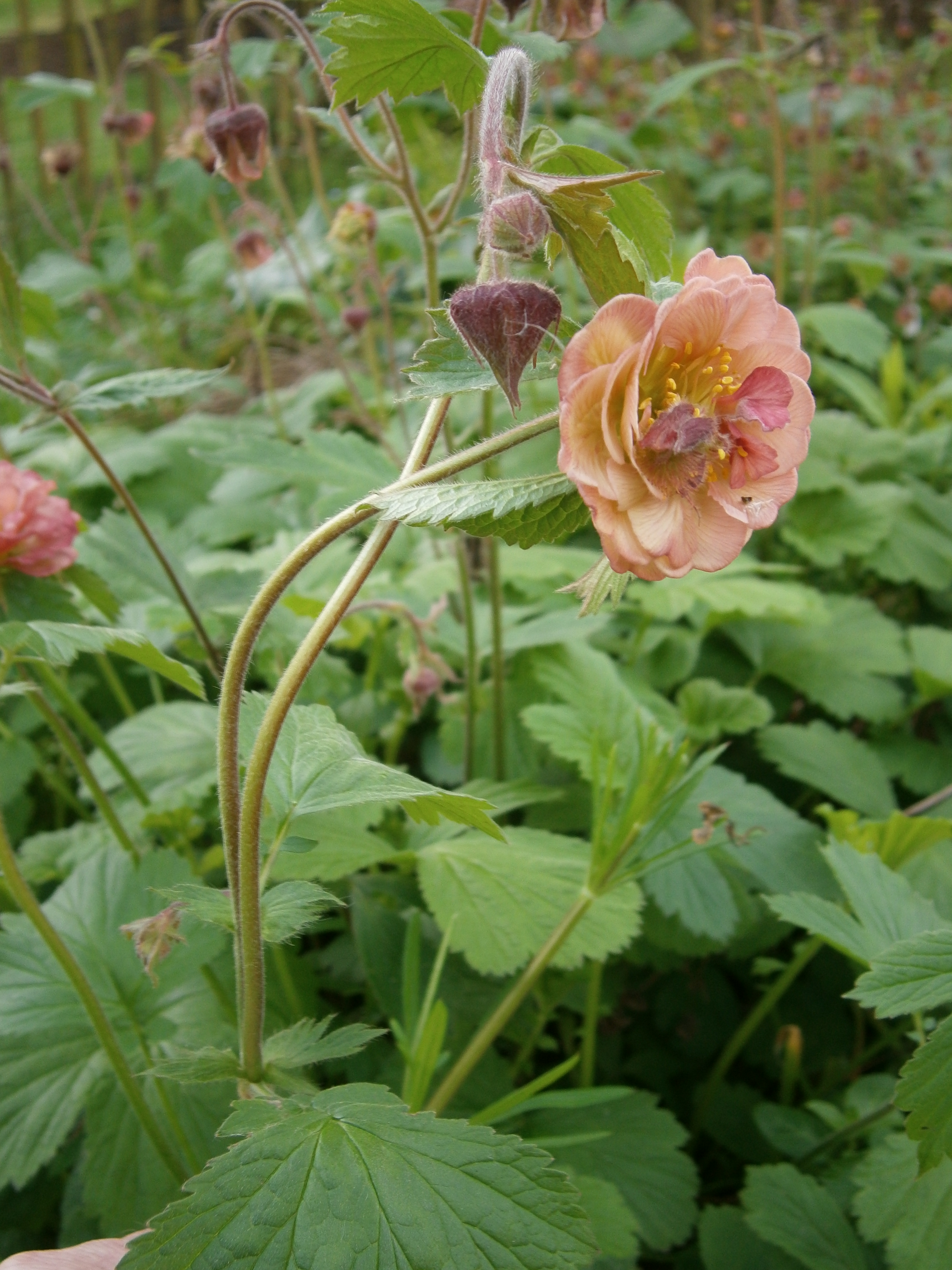
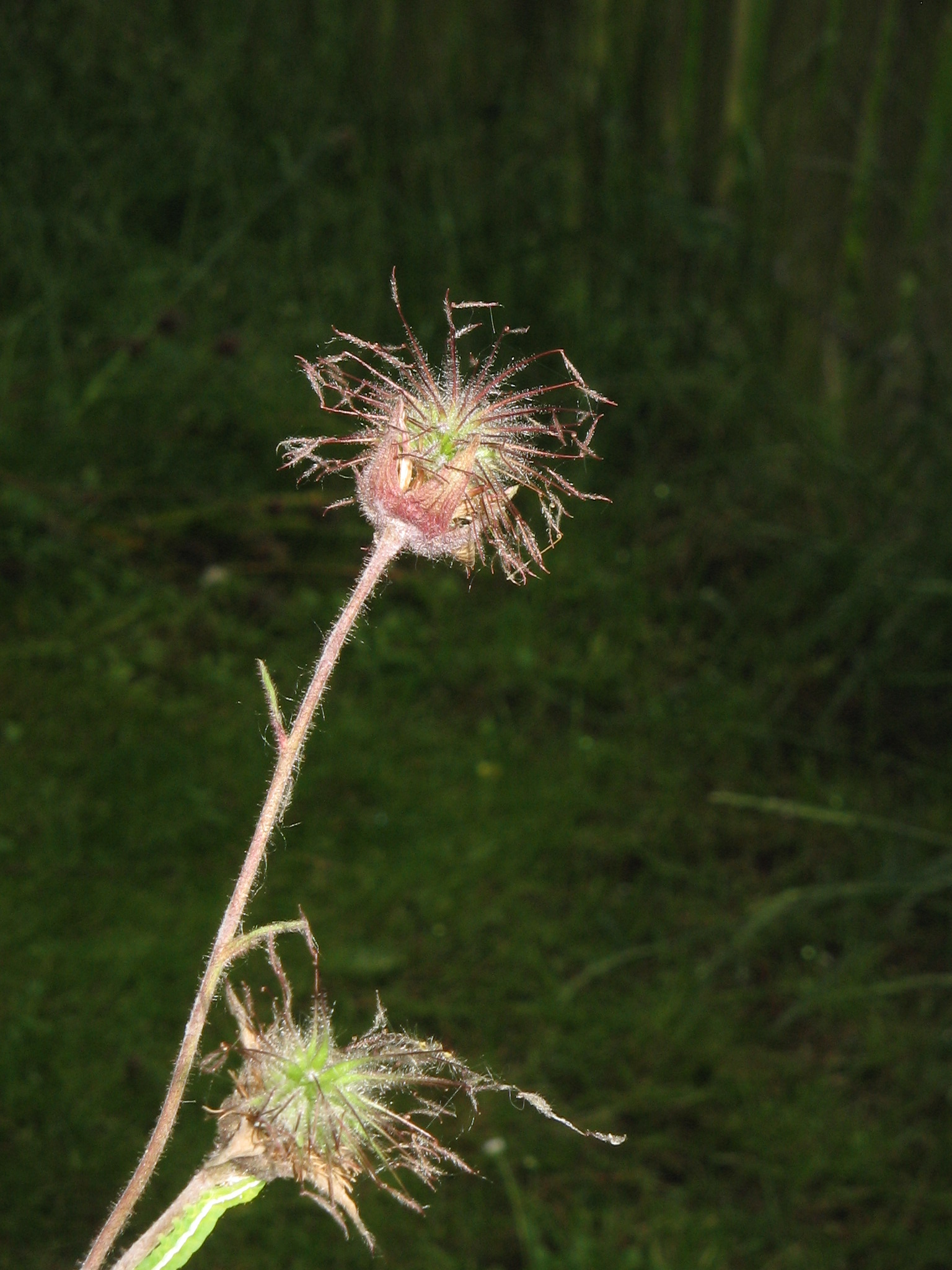